# Kunskapspriset
Kunskapspriset var en utmärkelse som delades ut 2002–2011 av dess instiftare, Nationalencyklopedin, vid den årliga Kunskapsgalan i Stockholms stadshus Blå hallen.
Kunskapspriset delades ut till den som har uppmuntrat eller främjat sökandet efter kunskap. Alla kunde nominera och alla kunde bli nominerade. Priset delades ut i sex kategorier inklusive det nytillkomna internationella hederspriset. Prissumman var på 250 000 kronor per kategori, totalt 1,5 miljoner kronor, samt en glasskulptur designad av Bertil Vallien.
Pristagarna fick också chansen att visa upp sig och visa prov på sin kunskap på den särskilda Kunskapens dag.

## Pristagare genom åren
| År   | Kategori                                       | Kategori                                  | Kategori                                                   | Kategori                           | Kategori                               | Kategori                     |
|      | Skola/utbildningsväsende                       | Näringsliv                                | Offentlig verksamhet                                       | Folkrörelser/organisationer        | Övrig verksamhet/unik personlig insats | Internationella hederspriset |
| ---- | ---------------------------------------------- | ----------------------------------------- | ---------------------------------------------------------- | ---------------------------------- | -------------------------------------- | ---------------------------- |
| 2002 | Leif Alsheimer                                 | Astra Zenecas avdelning för skolkontakter | Tjärnö marinbiologiska laboratoriums informationsavdelning | Elisabet Reslegård för Läsrörelsen | Hjärnkontoret                          |                              |
| 2003 | Teknikens Hus, Luleå                           | Levande böcker                            | Infomedica                                                 | SeniorNet Sweden                   | Fredrik Lindström/Värsta språket       |                              |
| 2004 | Hans Persson                                   | Nättidningen Svensk Historia              | Vetenskapsfestivalen i Göteborg                            | 1,6 miljonerklubben                | Lennart Nilsson                        |                              |
| 2005 | Ahmed Hussen Egal                              | Teknik-SM                                 | Vetenskapsredaktionen SR                                   | Finn upp                           | Magnus Bergmar                         |                              |
| 2006 | Börje Ehrstrand                                | Anders Åkerman                            | Malmö stadsbibliotek, Gunilla Konradsson-Mortin            | Ung Företagsamhet, Joakim Thulin   | Helen Rundgren                         |                              |
| 2007 | Individuell Kunskapsutveckling, Günther Mårder | Bok & Bibliotek, Anna Falck               | Hans Rosling                                               | Moomsteatern, Kjell Stjernholm     | Forskning & Framsteg                   | Sir David Attenborough       |
| 2008 | Teamet i SVT bakom dokumentären Klass 9A       | Skolporten AB                             | Gunnar Wetterberg                                          | Johan Holmsäter                    | Karin Bojs                             | Larry Page och Sergey Brin   |
| 2009 | Attila Szabo och Bengt Johansson               | Patrik Hadenius                           | Brottsoffermyndigheten i Umeå                              | Snilleblixtarna i Sverige          | Mats-Eric Nilsson                      | Jeffrey Sachs                |
|      | Skola/utbildningsväsende                       | Näringsliv                                | Offentlig verksamhet                                       | Folkrörelser/organisationer        | Folkets pris                           | Internationella hederspriset |
| 2010 | Drömmarnas Hus                                 | Hyper Island                              | Anders Persson och Anders Ynnerman                         | Kärleksakuten                      | Eva Funck                              | Jared Diamond                |
|      | Kunskapspriset                                 | Kunskapspriset                            | Kunskapspriset                                             | Kunskapspriset                     | Folkets pris                           | Internationella hederspriset |
| 2011 | Behrang Miri och Emerich Roth                  | Behrang Miri och Emerich Roth             | Behrang Miri och Emerich Roth                              | Behrang Miri och Emerich Roth      | Glada Hudikteatern                     | Karen Armstrong              |

Källa: 
2011 delades priset ut i tre klasser: Kunskapspriset, Internationella hederspriset och Folkets pris (Glada Hudikteatern). De andra fyra finalisterna i kategorin Folkets pris var Bolibomparedaktionen, Victoria Dyring, Dick Harrison och Bokhora.se.

## Kunskapsstiftelse
År 2012 ersattes priset med Nationalencyklopedins kunskapsstiftelse, som istället delar ut stipendier till projekt som bidrar till ökad kunskap och involverar barn och ungdomar. Fram till 2014 har fem genomförda projekt presenterats: "Att beskriva en plats" (elever på Schillerska gymnasiet i Göteborg), "Studiebesök i värdegrundens tecken" (Norrevångskolans årskurs 9 i Malmö), "Toleransresa" (elever på Tolvåkersskolan i Löddeköpinge), "Slovenien" (elever på Roslagsskolan i Norrtälje) och "Hela läroplanen ryms i ett läger" (elever i Österåkers kommun).

## Källhänvisningar
1. ↑  ”Kunskapspriset”. ne.se. Arkiverad från originalet den 10 juni 2011. https://web.archive.org/web/20110610032121/http://www.ne.se/kunskapspriset.
2. ↑  Jäetelius, Arne (2007-09-13): "Kunskapspriset: Ett pris mitt i tiden". Googles webbcache 2014-10-11 av "http://www.ne.se/rep/kunskapspriset-ett-pris-mitt-i-tiden". Läst 23 oktober 2014.
3. ↑  "Pressmeddelande 2007-09-12". Arkiverad 5 mars 2016 hämtat från the Wayback Machine. Extramatte.se (kopia av text på Kunskapspriset.se). Läst 23 oktober 2014.
4. ↑  "UR Samtiden - Kunskapens dag : Del 1". Arkiverad 23 oktober 2014 hämtat från the Wayback Machine. Folkbildning.net, 2010-11-03. Läst 23 oktober 2014.
5. ↑  Hansson, Anita (2002-08-30): "Victoria rockade loss för kunskapen". Aftonbladet.se. Läst 23 oktober 2014.
6. ↑  "Teknikens hus i Luleå vinner kunskapspris". Arkiverad 23 oktober 2014 hämtat från the Wayback Machine. Nyteknik.se, 2003-09-17. Läst 23 oktober 2014.
7. ↑  "Kunskapens dag 2007". Arkiverad 23 oktober 2014 hämtat från the Wayback Machine. Seniornetbromma.se. Läst 23 oktober 2014.
8. ↑  Fahle, Jorun (2004-10-14): "Vetenskapsfestivalen i Göteborg fick Kunskapspriset". Chalmers.se. Läst 23 oktober 2014.
9. ↑  Sveriges Radio (2005-10-21): "Vetenskapsredaktionen har tilldelats Kunskapspriset 2005". Arkiverad 1 november 2014 hämtat från the Wayback Machine. Mynewsdesk.com. Läst 23 oktober 2014.
10. ↑  Lundvall, Marianne (2006-10-31): "Ung Företagsamhet i Jönköping firar Kunskapspriset 2006". Arkiverad 23 oktober 2014 hämtat från the Wayback Machine. Jnytt.se. Läst 23 oktober 2014.
11. ↑  "Sveriges största pris för nyfikenhet och vetande - Bokmässan tar hem Näringslivspriset/Kunskapspriset 2007". Cision.com, 2007-09-12. Läst 23 oktober 2014.
12. ↑  Johanna Ulrika Orre (tidning 2008-10-07): "Kunskapspriset till Skolporten och 9A-team". Arkiverad 23 oktober 2014 hämtat från the Wayback Machine. Lararnasnyheter.se. Läst 23 oktober 2014.
13. ↑  "Gunnar Wetterberg": Arkiverad 4 mars 2016 hämtat från the Wayback Machine. Weylerforlag.se. Läst 23 oktober 2014.
14. ↑  "Årets vinnare av Kunskapspriset 2009". Arkiverad 23 oktober 2014 hämtat från the Wayback Machine. Webfinanser.com, 2009-10-15. Läst 23 oktober 2014.
15. ↑  "Kunskapspriset folkrörelser". Arkiverad 23 oktober 2014 hämtat från the Wayback Machine. UR.se. Läst 23 oktober 2014.
16. ↑  "Kronprinsessan delade ut Kunskapspriset 2011". Arkiverad 4 juni 2014 hämtat från the Wayback Machine. Kungahuset.se, 2011. Läst 23 oktober 2014.
17. ↑  "Kunskapspriset". NE.se. Läst 25 oktober 2014.
18. ↑  "Dick Harrison och Bokhora.se - finalister i Kunskapsprisets kategori Folkets pris". Norstedts.se, 2011. Läst 23 oktober 2014.
19. ↑  Kunskapsstiftelsen Nationalencyklopedin. Läst 2014-01-07.
20. ↑  ”Genomförda projekt”. NE.se. Arkiverad från originalet den 28 oktober 2014. https://web.archive.org/web/20141028095302/http://www.ne.se/stiftelsen/projekt.html. Läst 23 oktober 2014.